# Thomas Gottschall
Thomas Gottschall (* 12. September 1962 in Winterthur) ist ein Schweizer evangelisch-reformierter Pfarrer. Während acht Jahren war er Dekan der Bündner Synode.

## Biografie
Gottschall ist ein Sohn des Arztes Heinz Gottschall und wuchs in Winterthur im Kanton Zürich auf. Vom 1. Januar 1992 bis Ende Oktober 2014 amtete er als Pfarrer in Trimmis im Churer Rheintal an der dortigen reformierten Dorfkirche. 2015 übernahm er als Gemeindepfarrer an der reformierten Kirche Rüti im Zürcher Oberland eine neue Aufgabe. Per 1. September 2023 kehrte er nach Graubünden zurück und übernahm in Chur das Pfarramt an der Comanderkirche.
Er ist seit 1985 verheiratet mit Sabina und hat zwei Kinder.

## Kirchenleitende Funktionen in Graubünden
Gottschall amtete seit der Synode 2006 in Grono im dortigen Kirchgemeindezentrum bis zur Synode 2014 in Castrisch in der dortigen Kirche als Dekan der Bündner Synode. In dieser Funktion war er höchster Repräsentant der Pfarrerschaft in der Evangelisch-reformierten Landeskirche Graubünden. Zugleich nahm er von Amtes wegen als Mitglied des Kirchenrates in der Exekutive der Landeskirche Einsitz, wo er das Ressort Synodales und Personelles innehatte. Im Kirchenrat war Gottschall schon vor seiner Wahl zum Dekan seit 2001 tätig. Seine Nachfolgerin als Dekan war Cornelia Camichel Bromeis.